# 格奧爾吉耶夫卡 (盧甘斯克州)
48°25′54″N 39°15′57″E / 48.43167°N 39.26583°E
赫奥尔希伊夫卡（羅馬化：Heorhiivka），又按俄语名译为格奧爾吉耶夫卡，法理上是烏克蘭東部盧甘斯克州卢甘斯克区盧圖希內市鎮的鎮。該鎮位於首府盧甘斯克以南20公里，面積7.09平方公里，2011年人口6,465，人口密度每平方公里911.85人。

## 历史
2015年的新明斯克协议签署后，此地为卢甘斯克人民共和国实际控制（参见格奥尔吉耶夫卡和卢图吉诺战役）。2020年乌克兰行政区划改革中，该镇名义上从盧甘斯克州的卢图吉诺区划归盧甘斯克區。